# Jeito de Mato
"Jeito de Mato" é uma canção gravada pela cantora e compositora mineira Paula Fernandes com a participação do cantor Almir Sater. Composta pela própria cantora em parceria com Maurício Santini, a canção foi lançada como segundo single do seu terceiro álbum de estúdio, Pássaro de Fogo (2009).
A canção fez parte da trilha sonora da novela das seis, Paraíso (2009) e das nove, O Outro Lado do Paraíso (2017), ambas da Rede Globo.

## Desempenho

### Posições
| Paradas (2010)               | Melhor posição |
| ---------------------------- | -------------- |
| BR Billboard Hot 100 Airplay | 24             |